# Поривкіна Ольга Василівна
Поривкіна Ольга Василівна (28 січня 1913 року — 7 вересня 1987 року) — український радянський геоморфолог та ґрунтознавець, кандидат географічних наук, доцент Київського національного університету імені Тараса Шевченка.

## Біографія
Народилася 1913 року в Рязані, Росія. У 1929 році вчителювала в середній школі Рязані. Закінчила у 1935 році ґрунтово-географічний факультет Московського державного університету імені Ломоносова, аспірантуру МДУ. У 1938—1939 роках асистент Московського геодезичного інституту. У 1939—1941 роках асистент географічного факультету МДУ. У 1941 році асистент Латвійського державного університету (Рига). У 1941—1943 роках член Казахської експедиції МДУ імені М. В. Ломоносова (Алма-Ата). У 1943—1945 роках старший науковий співробітник, у 1944 роках асистент, з 1949 року доцент географічного факультету МДУ. У Київському університеті в 1951—1978 роках доцент кафедри фізичної географії, у 1957 році займає посаду завідувача кафедри фізичної географії. Кандидатська дисертація «Фізична географія Байкало-Вітімського нагір'я» захищена у 1946 році.

## Наукові праці
Досліджувала фізико-географічні процеси; ландшафтну структуру та ерозійні процеси в Київській та Черкаській областях; займалась дослідженням дешифрування і інтерпретації аерофотознімків; впливу господарської діяльності людини на ландшафти.